# Spomenik Viktoru Emanuelu II.
Nacionalni spomenik Viktoru Emanuelu II. (talijanski Monumento Nazionale a Vittorio Emanuele II) ili Oltar domovine (tal. Altare della Patria) ili "Il Vittoriano" spomenik je u čast Viktoru Emanuelu II., prvom kralju ujedinjene Italije. Nalazi se u Rimu. između Piazza Venezia i Kapitolija. Spomenik je projektirao Giuseppe Sacconi 1895. godine. Dovršen je 1911. godine.